# Extreme mass ratio inspiral

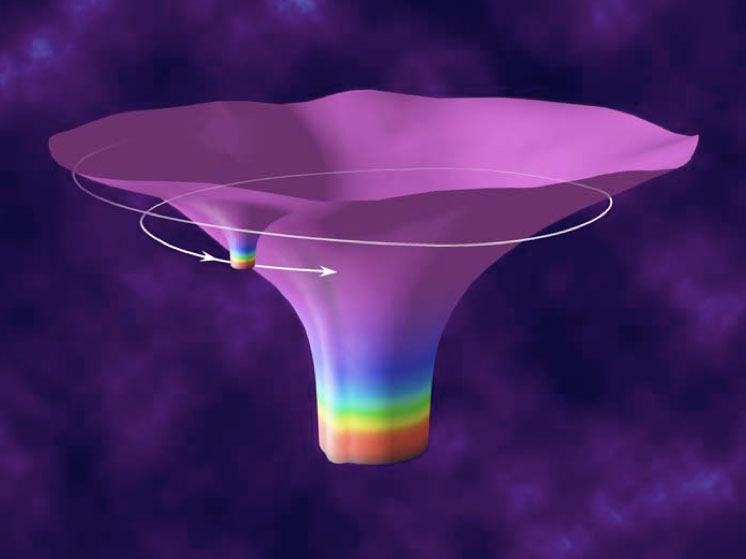
Visione artistica dello spazio-tempo generato da un EMRI

Extreme mass ratio inspiral (in sigla: EMRI) è l'orbita di un oggetto relativamente leggero attorno ad uno molto più grande (di oltre un fattore 10.000) e che gradualmente decade a causa delle emissioni di onde gravitazionali. Questa tipologia di sistemi sono soliti trovarsi al centro di galassie, dove si trovano oggetti con una massa molto compatta come buchi neri e stelle di neutroni orbitanti ad un buco nero supermassiccio.
Nel caso di un buco nero in orbita attorno a un altro buco nero, questo è considerato un buco nero binario con rapporto di massa estremo.
Il termine EMRI è talvolta usato come abbreviativo per denotare la forma d'onda gravitazionale emessa e l'orbita stessa.